# NGC 2612
NGC 2612 (również PGC 24028) – galaktyka eliptyczna (E-S0), znajdująca się w gwiazdozbiorze Hydry. Odkrył ją John Herschel 14 lutego 1836 roku.